# Loupiac (Gironda)
Loupiac é uma comuna francesa na região administrativa da Nova Aquitânia, no departamento da Gironda. Estende-se por uma área de 9,61 km². Em 2010 a comuna tinha 1 123 habitantes (densidade: 116,9 hab./km²).